# آفان (آراغاتسوتن)
مدينة آفان (بالإنجليزية: Avan)‏ هي إحدى المدن التابعة لمقاطعة آراغاتسوتن في أرمينيا. يقدر عدد سكانها بـ 1003 نسمة حسب الإحصاء الذي جرى عام 2011.

## روابط خارجية
1. ↑  Հայաստանի 2011 թ. մարդահամարի արդյունքները (PDF) (بالأرمنية), QID:Q110751466
2. ↑  GeoNames (بالإنجليزية), 2005, QID:Q830106